# Kwadrant (Star Trek)

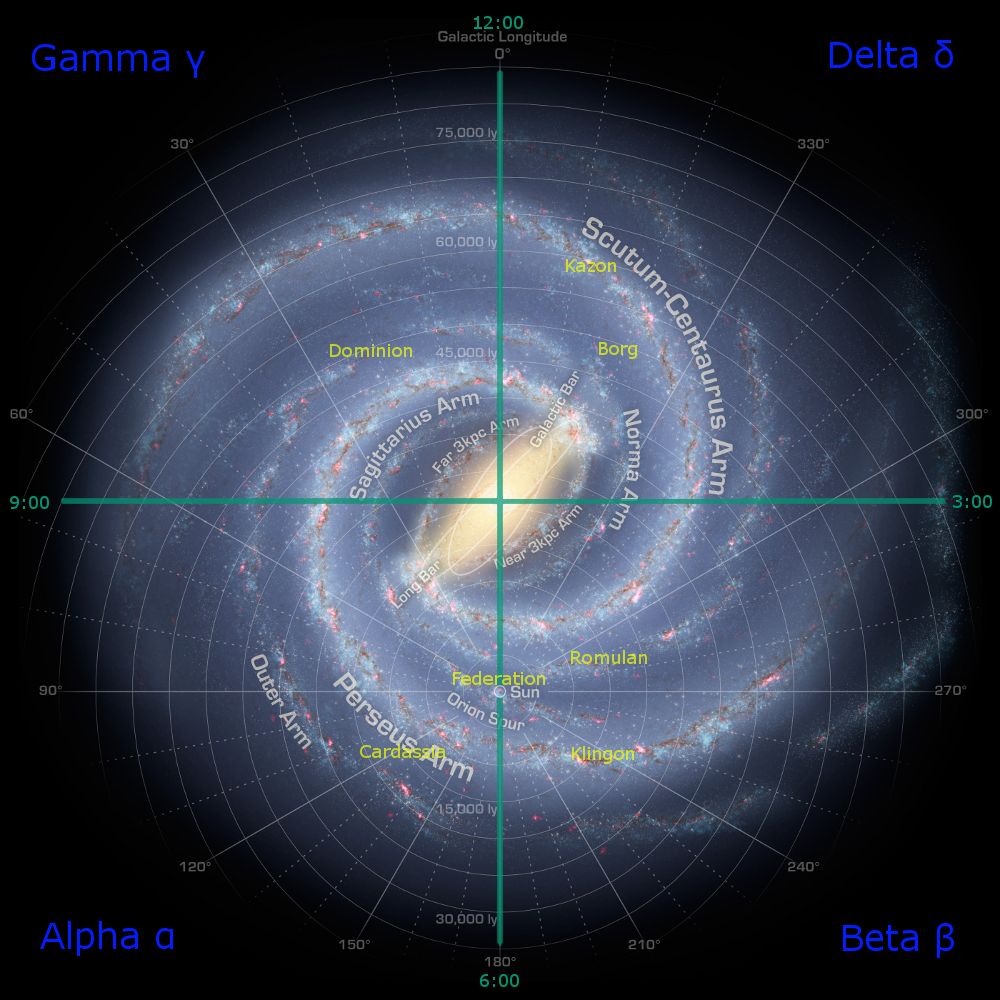
De verdeling van de Melkweg in het Star Trek-universum.

In de televisieserie Star Trek is de Melkweg verdeeld in vier kwadranten. Men stelt zich de Melkweg voor als een klok. Zes uur is dan de positie van het aardse zonnestelsel. De kwadranten worden gedefinieerd door een lijn te trekken door de positie van de ster in Sector 001 (onze zon) en het centrum van het Melkwegstelsel. Loodrecht op deze lijn wordt een tweede lijn getrokken door het centrum van het Melkwegstelsel.

## Indeling
Het Alfa-kwadrant bevindt zich dan tussen 6 en 9 uur. Hierin bevinden zich grote delen van de Federatie, Breen en het Cardassiaanse Rijk.
Het Bèta-kwadrant is dan ongeveer tussen 3 en 6 uur. In het Bèta-kwadrant bevindt zich het Klingonrijk, het Romulaanse Rijk, de Gorn republiek, de Son'a en het Metron consortium. Ook delen van de Federatie bevinden zich hier. (Andersom bevinden zich ook delen van het Klingonrijk en het Romulaanse Rijk in het Alfa-kwadrant.)
Het Gamma-kwadrant bevindt zich tussen 9 en 12 uur. 
Hierin is een opening van het Bajoraanse wormgat, waarvan de andere opening zich bij Bajor in het Alfa kwadrant bevindt. Dit wormgat wordt bewaakt door ruimtestation Deep Space Nine. Het Gamma-kwadrant wordt geregeerd door de Dominion.
Het Delta-kwadrant is het verst verwijderd ten opzichte van de Alfa-kwadrant. Het bevindt zich tussen 12 en 3 uur. De meeste informatie van dit kwadrant komt van de U.S.S. Voyager, die verdwaald was in dit kwadrant. Enkele rassen uit dit kwadrant zijn: Kazon, Vidiian, Talaxian, Ocampa en de Hirogen. Ook de Borg komt uit het Delta-kwadrant.